# Shanice Williams
Shanice R. Williams (sinh ngày 28 tháng 4 năm 1993 tại Grand Turk) là một người dẫn chương trình truyền hình, một người mẫu và là một hoa hậu đến từ Turks & Caicos Island,. Cô được trao vương miện sau khi giành chiến thắng tại cuộc thi Hoa hậu Turks và Caicos 2014 và đại diện cho quần đảo tại cuộc thi Hoa hậu Hoàn vũ 2014.

## Đầu đời
Shanice hiện đang là Thư ký cho Crown Land Unit, Bộ phận Đất đai và có bằng cử nhân Quản lý Tài chính tại Đại học Cộng đồng Quần đảo Turks và Caicos. Cô nhận bằng cử nhân vài tuần sau khi đăng quang. Shanice Williams cũng là Đại sứ cho thương hiệu Digicel TCI và là Người mẫu cho nhãn hiệu thời trang Saint George House.

## Cuộc thi

### Hoa hậu Turks và Caicos 2014
Vào ngày 26 tháng 4 năm 2014, Shanice Williams đăng quang Hoa hậu Turks và Caicos 2014. Shanice, người mặc trang phục sash với tư cách là Miss Grand Turk đã giành chiến thắng với phong cách ấn tượng trước Á hậu 1 Codee Coalbrooke - Miss South Caicos và Á hậu 2 Todeline Defralien - Miss Middle Caicos.
Shanice cũng giành nhiều giải thưởng như giải Hoa hậu Trí tuệ, Áo tắm đẹp nhất, Trang phục dạ hội đẹp nhất, Hoa hậu thân thiện và Hoa hậu Ảnh. Cô đại diện cho Quần đảo Turks và Caicos tại cuộc thi Hoa hậu Hoàn vũ 2014.

### Hoa hậu Hoàn vũ 2014
Shanice từng thi tại Hoa hậu Hoàn vũ 2014 nhưng không được xếp hạng.